# George Elliott (mathématicien)
Pour les articles homonymes, voir Elliott.
George Arthur Elliott est un mathématicien canadien né le 30 janvier 1945 à Montréal, spécialisé en algèbre d'opérateurs, K-théorie et géométrie non commutative. Il est professeur au Département de mathématiques de l'Université de Toronto et il est titulaire d'une Chaire de recherche du Canada.

## Biographie
Elliott étudie à l'Université Queen's située à Kingston où il obtient sa maîtrise en 1966) et à l'Université de Toronto, où il soutient sa thèse en 1969 sous la direction d'Israel Halperin avec comme sujet de recherche : Derivations of Matroid C* Algebras.
En tant que post-doctorant il travaille à l'Université Queen's et à l'Université de la Colombie-Britannique ainsi qu'à l'Institute for Advanced Study en 1971/72. En 1972 il devient assistant-professeur à l'Université de Copenhague. De 1979 à 1985 il est de plus professeur adjoint à l'Université d'Ottawa et à partir de 1984 à l'Université de Toronto, où il est actuellement professeur titulaire.
Depuis 1974 il est marié avec la mathématicienne Noriko Yui qui travaille à l'Université Queen's.
Il est conférencier invité au Congrès international des mathématiciens de Zurich en 1994,.

## Travaux
- Le théorème d'Elliott en Approximately finite-dimensional C*-algebra

## Prix et récompenses
- 1982 Il est élu membre de la Société royale du Canada[5].
- 1996 Il reçoit le prix CRM-Fields-PIMS de l'Institut Fields[6].
- 1996-1998 Il est titulaire d'une Bourse de recherche Killam [7],[8]
- 1998 Il reçoit le Prix Jeffery-Williams.
- 1999 Il reçoit le Prix John L. Synge[9].
- 2012 Fellow de la Société mathématique américaine[10].